# Instytut Balassiego
Instytut Balassiego (węg.: Balassi Intézet) – węgierski instytut kulturalny, poświęcony szerzeniu języka węgierskiego i kultury węgierskiej. Mieści się w Budapeszcie. Powstał 1 stycznia 2002 z połączenia kilku dotychczas istniejących organizacji o podobnym profilu działalności, m.in. Międzynarodowego Centrum Hungarologicznego.
Nazwa instytutu odnosi się do Bálinta Balassiego, węgierskiego poety doby renesansu, uważanego za twórcę nowożytnego języka węgierskiego.